# Leronlimab
Leronlimab (INN) ist ein humanisierter monoklonaler Antikörper, der zur Behandlung der Graft-versus-Host-Krankheit (GvHR) von HIV, Brustkrebs und COVID-19 entwickelt wird.

## Wirkungsmechanismus
Leronlimab bindet an den C-C-Motiv-Chemokin-Rezeptor 5 (CCR5), der von Zellen des Immunsystems wie T-Zellen und Makrophagen exprimiert wird. Dadurch verhindert er kompetitiv die Bindung von HIV-1 an den CD4-Rezeptor und wirkt so als Entry-Inhibitor. Auch zahlreiche weitere pathophysiologische Prozesse, wie die Tumorinvasion und Metastasierung, die Pathogenese von nichtalkoholischer Steatohepatitis und die Entwicklung von Graft-versus-Host-Krankheiten, involvieren den C-C-Motiv-Chemokin-Rezeptor 5 und können durch Leronlimab beeinflusst werden.

## Sonstige Informationen
Bei Leronlimab handelt es sich um die humanisierte Form eines Maus-IgG4-κ-Antikörpers, welcher biotechnologisch mit der Hilfe von CHO-Zellen produziert wird.
Für die Kombinationstherapie mit HAART bei HIV-infizierten Patienten und zur Behandlung von Patienten mit CCR5-positivem metastasierendem dreifach negativem Brustkrebs (mTNBC) hat Leronlimab in den USA den Fast-Track-Status. Zur Anwendung bei COVID-19-Patienten wurde von der FDA der Status eines Emergency Investigational New Drug (EIND) verliehen.